# Wells (Nevada)
Wells ist eine Kleinstadt im Elko County, Nevada, Vereinigte Staaten. Das U.S. Census Bureau hat bei der Volkszählung 2020 eine Einwohnerzahl von 1.237 ermittelt.

## Geschichte

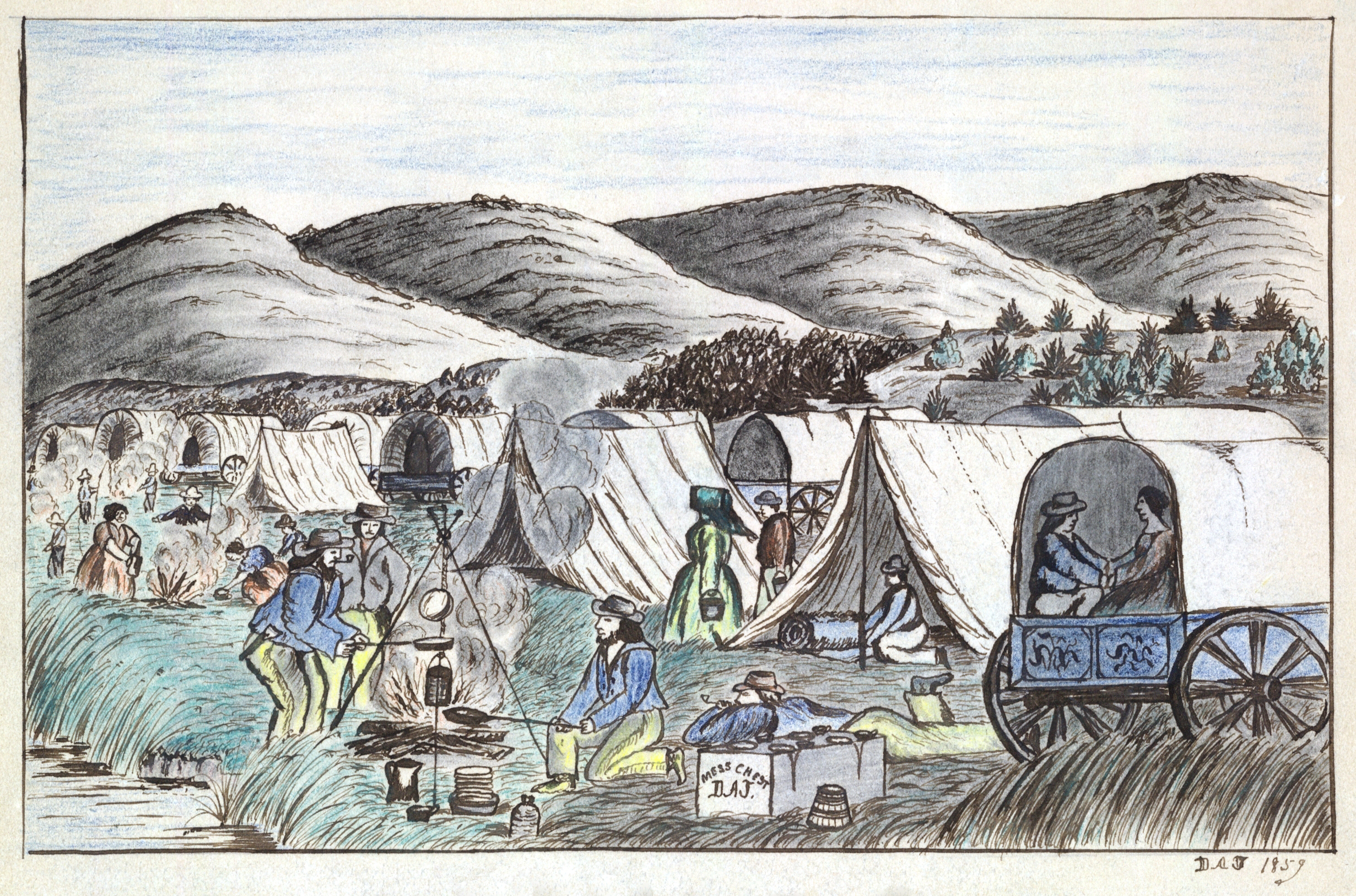
California Trail: Rastplatz mit Zelten und Planwagen am Humboldt River in der Nähe des heutigen Wells, Nevada

Der Ort war auf dem California Trail als Humboldt Wells bekannt. Später entstand dort eine gleichnamige Eisenbahnsiedlung und ein Haltepunkt an der ersten transkontinentalen Eisenbahnstrecke. Ende des 19. Jahrhunderts brannte Humboldt Wells ab; danach wurde die Stadt wieder aufgebaut und einfach nur Wells genannt. Der Humboldt River entspringt in einem sumpfigen Gebiet westlich der Stadt, das heute Humboldt Wells heißt.
Am 21. Februar 2008 ereignete sich um 6:16 Uhr in der Nähe von Wells ein Erdbeben der Stärke 6. Aufgrund seiner Nähe zum Epizentrum erlitt Wells erhebliche Schäden. Das Erdbeben entstand 5 Meilen (8 km) unter der Oberfläche, mit seinem Epizentrum nur 5 Meilen (8 km) von Wells entfernt.

## Geografie

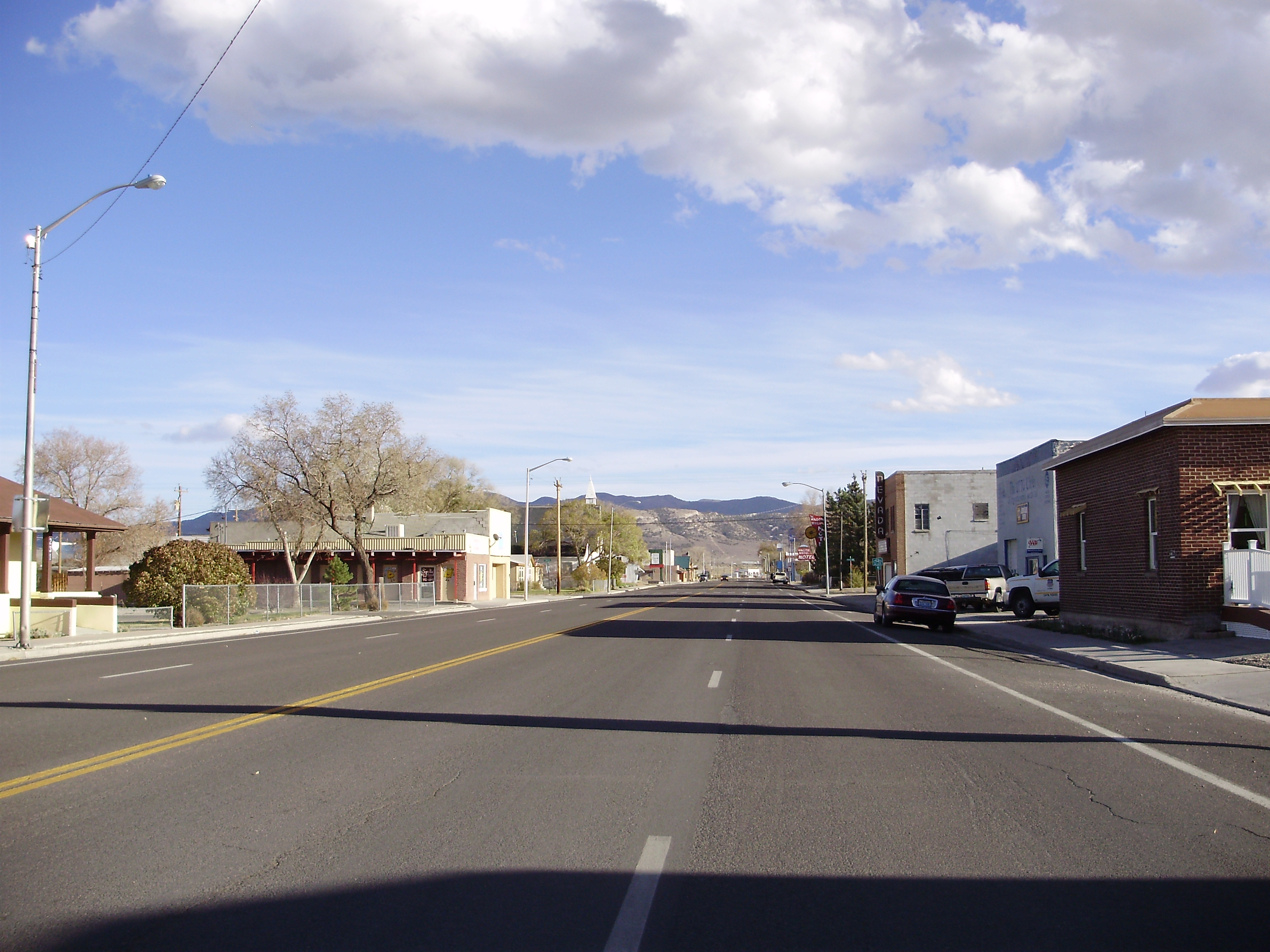
Downtown Wells

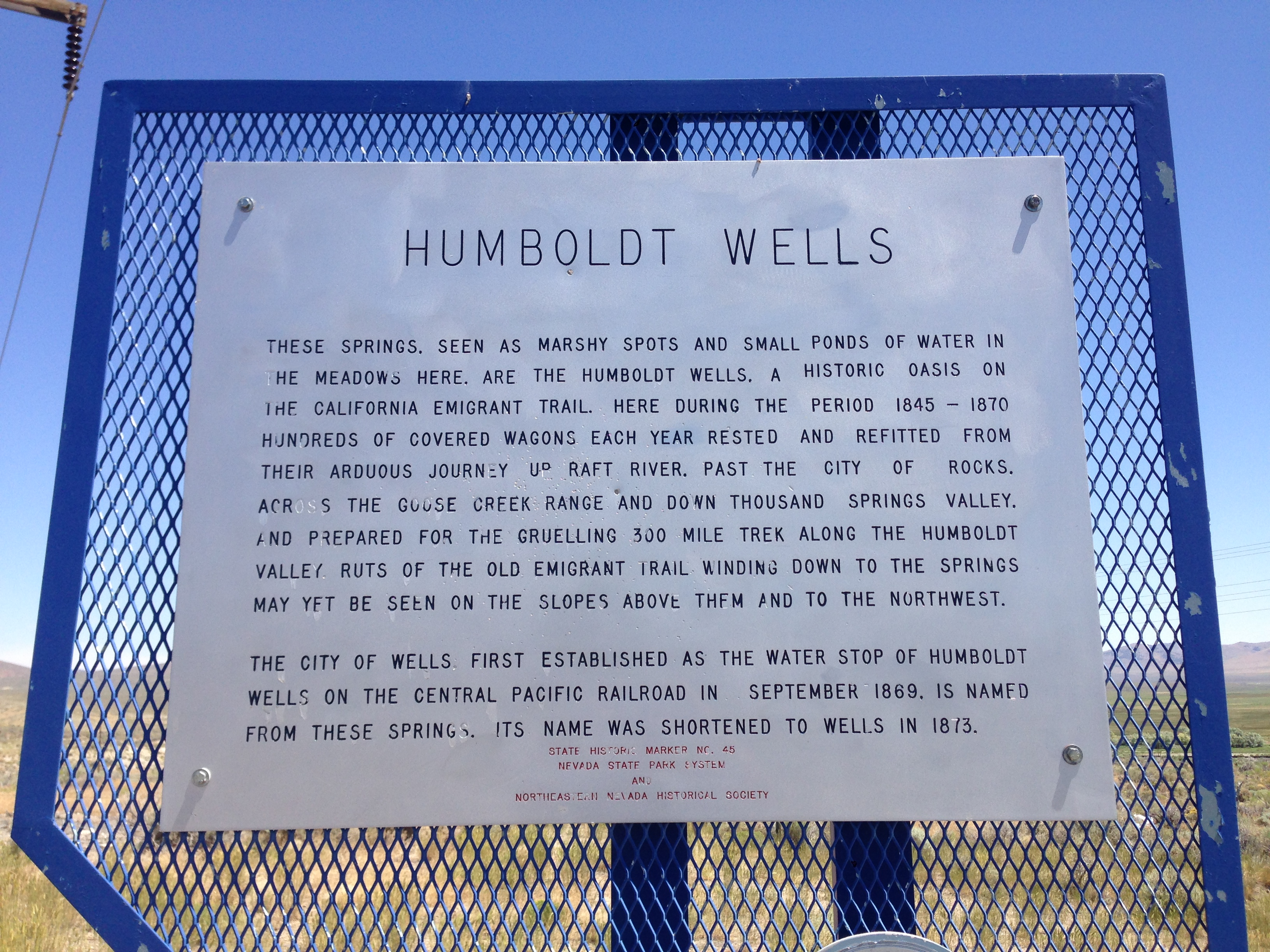
Hinweisschild Humboldt Wells

Wells liegt an der Kreuzung der Interstate 80, die Kalifornien und New Jersey verbindet, mit dem U.S. Highway 93 von Montana nach Arizona. Elko, der Verwaltungssitz des Countys, befindet sich etwa 50 Meilen (80 km) in westlicher Richtung.
Nach Angaben des United States Census Bureau hat Wells eine Gesamtfläche von 6,9 Quadratmeilen (18 km²), komplett Landfläche, auf einer Höhe von 5630 Fuß (1716 m).